# Nesla-Gletscher
Der Nesla-Gletscher (bulgarisch залив Несла lednik Nesla) ist ein 6,2 km langer und 2 km breiter Gletscher auf der Magnier-Halbinsel an der Graham-Küste des Grahamlands auf der Antarktischen Halbinsel. Er fließt von den Westhängen des Lisiya Ridge westlich des Mount Perchot in westlicher Richtung zur Bigo Bay, in die er unmittelbar nördlich des Kolosch-Gletschers mündet.
Britische Wissenschaftler kartierten ihn 1971. Die bulgarische Kommission für Antarktische Geographische Namen benannte ihn 2010 nach der Ortschaft Nesla im Westen Bulgariens.